# San Juan de los Lagos, Veracruz
San Juan de los Lagos är en ort i Mexiko.   Den ligger i kommunen Soledad Atzompa och delstaten Veracruz, i den sydöstra delen av landet, 220 km öster om huvudstaden Mexico City. San Juan de los Lagos ligger 2 154 meter över havet och antalet invånare är 472.
Terrängen runt San Juan de los Lagos är bergig åt nordost, men åt sydväst är den kuperad. Terrängen runt San Juan de los Lagos sluttar norrut. Runt San Juan de los Lagos är det ganska tätbefolkat, med 120 invånare per kvadratkilometer. Närmaste större samhälle är Orizaba, 14,4 km nordost om San Juan de los Lagos. I omgivningarna runt San Juan de los Lagos växer i huvudsak blandskog.